# 帯広市立森の里小学校
帯広市立森の里小学校（おびひろしりつ もりのさとしょうがっこう）は、北海道帯広市に所在する公立小学校。

## 児童数
- 児童数 - 259人
  - 1年生 - 39人
  - 2年生 - 51人
  - 3年生 - 41人
  - 4年生 - 49人
  - 5年生 - 37人
  - 6年生 - 42人
  - 特別支援学級（内数）- 46人

2020年（令和2年）5月1日現在

## 沿革
- 1991年（平成3年）
  - 4月1日 - 帯広市立開西小学校から分離し、帯広市立森の里小学校が開校する[1][2]。
  - 4月8日 - 第1回入学式と最初の始業式及び開校式挙行。
  - 4月28日 - PTA設立総会。　
  - 5月26日 - PTA設立記念植樹。
  - 6月29日 - 第2期工事終了。
  - 7月1日 - 開校記念日。
  - 9月14日 - 校章・校歌制定。同日、校舎落成式を挙行し、祝賀会開催。
- 1992年（平成4年）3月24日 - 第1回卒業証書授与式挙行。
- 1993年（平成5年）1月25日 - リサイクルモデル校指定。
- 1994年（平成6年）3月30日 - 増築工事完了（北・情緒）。
- 2000年（平成12年）11月11日 - 開校10周年記念式典挙行。
- 2006年（平成18年）6月30日 - 森の里祭り開催（以後毎年開催）。
- 2010年（平成22年）11月20日 - 開校20周年記念式典挙行。
- 2021年（令和3年）4月 - 特別支援学級「虹の子（難聴）学級」を開設。

## 周辺
- 帯広市立緑園中学校 - 敷地が隣接。
- 社会福祉法人帯広保育事業協会みのり保育園
- 西帯広ニュータウン
- 開西郵便局
- 帯広の森（公園）
- 学校法人帯広学園帯西幼稚園

## アクセス
- 十勝バス「南商・あかしや線」・「南商線」・「南商・柏葉高線」で、「森の里小学校前」バス停下車。
- JR根室本線帯広駅から、上述の路線バスで、「森の里小学校前」バス停下車。

## 進学先中学校
- 帯広市立緑園中学校（2016年（平成28年）5月1日現在[5]）

## 著名な出身者
- 桧野真奈美 - ボブスレー選手